# Samuel Jenner (architecte)
Pour les articles homonymes, voir Samuel Jenner et Jenner.
Samuel Jenner, né en 1653 à Berne, mort le 6 mars 1720 à Schinznach-Bad, bourgeois (Burger) de Berne, est un architecte suisse.

## Biographie
Fils de Hans Rudolf Jenner, bailli de Landshut à Utzenstorf, Samuel Jenner a été formé à l'architecture et à la taille de la pierre par son beau-frère Abraham Dünz l'Aîné. Il obtient sa maîtrise en 1680 et épouse l’année suivante Anna Maria Pauli, de Brugg, fille du pasteur Theodor Pauli et de Johanna Dünz.
En 1682, Samuel Jenner est nommé maître d’œuvre de l'État de Berne et en 1688, il devient en outre maître d’œuvre de la collégiale de Berne. C'est en cette qualité d'architecte officiel qu'il transforme à Berne l’ancien couvent des franciscains pour en faire l’Académie et qu'il est à diverses reprises chargé de constructions dans le Pays de Vaud, territoire alors sujet de Berne. On lui doit ainsi les églises de Villars-le-Grand (1689-1691) et de Champvent (1691-1693), le grenier et magasin à sel de Morges (1690-1692) ,
et simultanément, en 1702, les églises de Fey, Ursins et Essertines-sur-Yverdon. Il pourrait avoir influencé aussi la reconstruction de celle de Sullens (1712-1713). Jenner contribue également à l’élaboration de certaines cures vaudoises, comme à Concise (1683) et Poliez-le-Grand (1699).
Samuel Jenner entre au Grand Conseil de la Ville de Berne en 1691 et élève dans cette ville, en 1700-1703, l’imposant bâtiment de la « corporation des gentilshommes » zum Distelzwang (Gerechtigkeitsgasse 79), l'un des chefs-d’œuvre de la fin du premier baroque bernois. On lui doit aussi l'église de Heimiswil en 1703.
Jenner est en outre actif sur territoire aujourd’hui argovien, lui aussi anciennement sujet de Berne. Il acquiert en 1696 la concession de la source thermale de Schinznach, sur laquelle il construit un établissement de bains (1693-1710). Il élabore en 1697 les plans du nouveau grenier de Brugg et élève en 1701-1702 l’église de Holderbank. Il siège en qualité d’expert dans la commission qui dirige les travaux de correction de la Kander (1711-1714).
Son tombeau se trouve dans l’église de Birr.